# Robbie Kruse
Pour les articles homonymes, voir Kruse (homonymie).
Robbie Kruse est un footballeur australien, né le 5 octobre 1988 à Brisbane en Australie qui joue comme attaquant.

## Biographie

### En club
Robbie Kruse commence sa carrière avec le Brisbane Roar (alors nommé Queensland Roar) en A-League lors de la saison 2007-2008. Il y inscrit un but dès son premier match le 5 octobre 2007 face au Wellington Phoenix. Le 19 octobre 2007, il inscrit son second but face aux Newcastle Jets dès la première minute de jeu.
Il rejoint au cours de la saison 2009-2010 le Melbourne Victory. Il devient lors de la saison 2010-2011 le meilleur buteur de son équipe avec 11 buts.
Robbie Kruse est recruté à l'été 2011 par le club allemand de deuxième division Fortuna Düsseldorf, signant un contrat de 3 ans. Montant en Bundesliga avec Düsseldorf après un an au club, Kruse obtiendra une place de titulaire et deviendra l'un des joueurs clés de l'effectif. Même s'ils ne parviendront pas à éviter la relégation du club, les performances de Kruse attireront l'attention de grands clubs allemands. Kruse sera recruté au mercato estival de 2013 par le Bayer Leverkusen.
La saison 2013/2014 de Kruse sera marquée par une rupture de ligament croisé, qui l'écartera des terrains jusqu'à la fin de la saison. Bien qu'il soit revenu à la rentrée, une nouvelle blessure le 31 janvier 2015 le poussera à nouveau à mettre un terme à sa saison.
Ce sera ensuite le VfB Stuttgart qui cherchera à intégrer Kruse à son effectif en l'empruntant au club pour la saison 2015/16. L'expérience ne sera pas concluante et Kruse retournera au Bayer à la mi-saison.
Après un passage en Chine, Kruse retrouvera la 2. Bundesliga avec le VfL Bochum en juillet 2017.
En juin 2019, il rejoint son ancien club du Melbourne Victory. Il y obtient le numéro 10, laissé vacant depuis peu à la suite du départ de James Troisi.

### En sélection
En avril 2005, Kruse dispute le tournoi qualificatif de l'OFC des moins de 17 ans avec l'Australie des moins de 17 ans. Il joue notamment lors de l'écrasante victoire australienne face à l'équipe des Tonga (26-0), où il marque six buts, et remporte le tournoi face au Vanuatu. L'Australie des moins de 17 ans, dirigée par l'entraineur Ange Postecoglou, se qualifie ainsi pour la Coupe du Monde des moins de 17 ans 2005 au Pérou. Kruse y marque un but face à l'Uruguay, mais ne peut éviter l'élimination de son équipe en phase de groupes.
Après avoir disputé son premier match avec les Socceroos le 5 janvier 2011, Robbie Kruse participe à la Coupe d'Asie des Nations en 2011. Entré en jeu, Kruse ne peut éviter la défaite de son équipe en temps additionnel face au Japon en finale.
Une blessure de janvier 2014 empêche Kruse de participer à la Coupe du monde au Brésil.
Kruse participe à nouveau à la Coupe d'Asie des Nations en janvier 2015. Jouant le tournoi à domicile, Kruse et les Australiens arrivent en finale face à la Corée du Sud. Le match prend une tournure dramatique pour Kruse : blessé à la 63e minute de jeu (blessure qui s'avèrera être une rupture de ligament croisé), Kruse est remplacé par James Troisi. Ce dernier délivre l'Australie à la 105e minute en marquant le 2-1, donnant la victoire du tournoi à l'Australie.
Qualifiés grâce à leur victoire en Coupe d'Asie, Kruse et l'Australie participent à la Coupe des Confédérations 2017 en Russie. Kruse joue les trois matchs de l'Australie, mais son équipe ne passe pas la phase de poules.
En juin 2018, après avoir aidé son équipe à se qualifier pour la Coupe du monde 2018 en inscrivant un but, Robbie Kruse est sélectionné par l'entraineur Bert van Marwijk pour participer au tournoi. Il y obtient une place de titulaire sur l'aile gauche, mais ne joue aucun match dans son intégralité, puisqu'il est à chaque fois remplacé par le jeune Daniel Arzani. Avec un seul point, l'Australie finit dernière de son groupe et est donc éliminée.
Il est sélectionné par Graham Arnold pour disputer la Coupe d'Asie des Nations en janvier 2019. Il y dispute tous les matchs, notamment les huitièmes de finale face à l'Ouzbékistan, où Kruse contribue à la victoire de son équipe en inscrivant son tir au but (score final: 0-0 a.p., 4-2 t.a.b.). Son équipe est cependant éliminée en quarts de finale face aux Émirats arabes unis (score : 0-1).

## Palmarès

### En club
Vierge

### International
- Australie
  - Finaliste de la Coupe d'Asie des nations 2011.
  - Vainqueur de la Coupe d'Asie des Nations 2015